# Nachal Ilan
Nachal Ilan (hebrejsky: נחל אילן) je vádí v Izraeli, v Judských horách v Jeruzalémském koridoru.
Začíná v nadmořské výšce okolo 700 metrů jižně od obce Neve Ilan. Směřuje pak k západu rychle se zahlubujícím údolím se zalesněnými svahy, přičemž míjí ze severu výšinu zvanou Šluchat Mišlatim. Pak vstupuje do bývalého nárazníkového pásma mezi Izraelem a Západním břehem Jordánu poblíž latrunského výběžku, kde zprava ústí do vádí Nachal Nachšon. Zde se nachází lokalita Ša'ar ha-Gaj, která hrála významnou roli v bojích během první arabsko-izraelské války v roce 1948. Končí zde totiž svahy Judských hor a otevírá se přepolí Ajalonského údolí jako součástí pobřežní planiny.